# Reuleaux-sokszög

A Reuleaux-háromszög egy egyenlő oldalú háromszög oldalait körívekkel helyettesíti

A geometriában a Reuleaux-sokszög egy állandó szélességű görbe, amely adott sugarú körívekből áll. Ezeket az alakzatokat prototipikus példájukról, a Reuleaux-háromszögről nevezték el, amely viszont a 19. századi német mérnök, Franz Reuleaux nevéhez fűződik. A Reuleaux-háromszög egy egyenlő oldalú háromszögből összeállítható úgy, hogy a két csúcsot a harmadik csúcsra középre állított körívvel összekötjük, Reuleaux-sokszögek pedig hasonló szerkezettel alakíthatók ki bármilyen páratlan oldalszámú szabályos sokszögből, akár bizonyos szabálytalan sokszögekből. Minden állandó szélességű görbe pontosan közelíthető Reuleaux-poligonokkal. Érmeformákhoz is alkalmazták őket.

## Fordítás
Ez a szócikk részben vagy egészben  a   Reuleaux polygon című angol Wikipédia-szócikk ezen változatának fordításán alapul.  Az eredeti cikk szerkesztőit annak laptörténete sorolja fel. Ez a jelzés csupán a megfogalmazás eredetét és a szerzői jogokat jelzi, nem szolgál a cikkben szereplő információk forrásmegjelöléseként.